# 虱目魚肚
虱目魚肚是虱目魚腹部的肉，即虱目魚的魚腩，也是油脂最豐富的部位，是一些台灣的小吃店等地常見的小吃，
且多半會先將虱目魚的刺挑出，一般會以煎、炸或蒸的作法、或是煮成魚肚湯、魚肚粥食用。